# آنتون کووالوسکی
آنتون کووالوسکی (اوکراینی: Антон Володимирович Ковалевський؛ زادهٔ ۹ مارس ۱۹۸۵) اسکیت‌باز نمایشی اهل اوکراین است. او همچنین از اسکیت‌بازان نمایشی در بازی‌های المپیک زمستانی ۲۰۰۶ و ۲۰۱۰ بوده است.